# Christoph Reusner den yngste
Christoph Reusner, död omkring 18 mars 1698, var en bokförläggare och bokbindare verksam i Stockholm. 
Christoph Reusner var son till Christoph Reusner den yngre. Han inskrevs 1654 i bokbindarämbetet men frigavs 1657. Han arbetade därefter troligen i moderns boktryckeri. Han genomgick 1668 provår och blev 1674 bokbindarmästare i Stockholm. Reusner har sett som den karolinska tidens främsta bokbindare och anlitades ofta av boksamlarna. Bindningarna utmärks av rik gulddekor, bland annat bårder, sammansatta av småstämplar. För Hedvig Eleonora band han bland annat böcker i svart sammet med silverbeslag, och för Magnus Gabriel De la Gardie utförde han på 1670- och 1680-talen band uteslutande i röd marokäng med en diskret gulddentelle. Reusner arbetade även för Erik Dahlbergh. Många av hans arbeten är bevarade i privata och offentliga samlingar, hans förgyllningar är vanligen väl bibehållna och känns vanligen igen på de skarpskurna titelstämplarna och de originella ryggstämplarna. Vid sin död var Reusner även Riksbankens bokbindare. 1679–1685 utgav han på eget förlag religiösa skrifter, som han sålde i en egen bokhandel.
Han gav ut boken "Gottselige Haus- und Kirchen-Andacht" 1675, för Tyska församlingen. Troligen bidrog han till texter eller bearbetningar av vissa psalmer som senare kom att översättas till svenska. Han finns inte namngiven som upphovsman i någon av de svenska psalmböckerna, men antas vara författare till en psalm.

## Psalmer
- Är jag allen en främling här på jorden "Bin ich allein ein Fremdling auf der Erden" (1695 nr 258, 1937 nr 276)